# Magomed Daudov
Magomed Chozjakchmedovitsj Daudov (Tsjetsjeens: Дауди Хожахьмадан Мохьмад; Russisch: Магомед Хожахмедович Даудов) (Sjpakovskoje, 26 februari 1980), ook wel bekend als de 'Lord', is een Tsjetsjeens militair en politicus. Hij was van 2010 tot 2012 de eerste vice-voorzitter van de regering van de Tsjetsjeense Republiek en van 2011 tot 2015 was hij onderdeel van de regering van de Tsjetsjeense Republiek. Hij werd in 2016 aangesteld als voorzitter van het Tsjetsjeense parlement. Volgens de krant Novaja Gazeta en de mensenrechtenorganisatie Human Rights Watch is Daudov een belangrijk persoon in binnenste cirkel van Ramzan Kadyrov en voert vaak zijn "speciale instructies" uit ('Kadyrovtsy').
Daudov nam deel aan zowel de Eerste als de Tweede Tsjetsjeense Oorlog. Tijdens de laatste oorlog stapte hij over naar de kant van de Russische regering. Hij werkte bij de veiligheidsdienst van Achmat Kadyrov (2002-2004) en was onderdeel van het politiebataljon van het ministerie van Binnenlandse Zaken (2004-2005). Bovendien was hij de voorzitter van de Republikeinse OMON (2006-2007).
Hij ontving tweemaal de Orde van Moed (in 2005 en in 2006), de Orde van Kadyrov (2006), de rang van "ereburger van de Tsjetsjeense Republiek" (2007) en Held van de Russische Federatie (2007).

## Privé

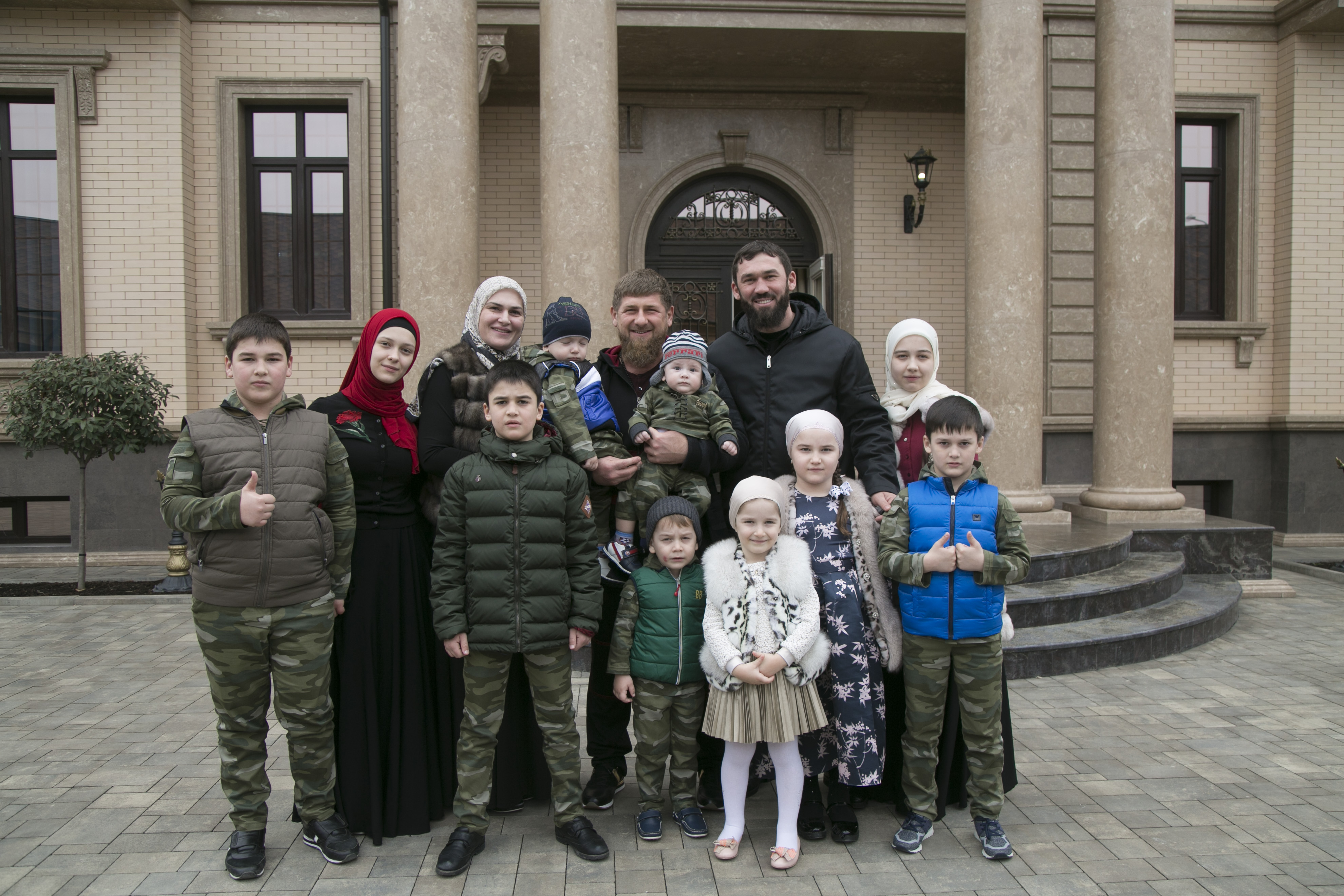
Daudov met zijn vrouw, zijn tien kinderen en Ramzan Kadyrov

Daudov trouwde in 2001 met zijn voormalig klasgenootje Aset Movlayevna. Samen hebben ze tien kinderen, waaronder zes jongens en vier dochters.
Daudov is medeverantwoordelijk voor de dood van S.E. Elmoerzajev in april 2007. Elmoerzajev zelf was verantwoordelijk voor de dood van de Tsjetsjeense president Achmat Kadyrov op 9 mei 2004.
Daudov overleefde op 3 augustus 2009 een aanslag op zijn leven via autobom in de buurt van het dorp Avtoera. Kort daarvoor, in maart 2009, raakte hij gewond bij een aanval in Grozny.